# أسر صالور قازان واخراج ابنه أوروز له (كتاب داده قورقوت)

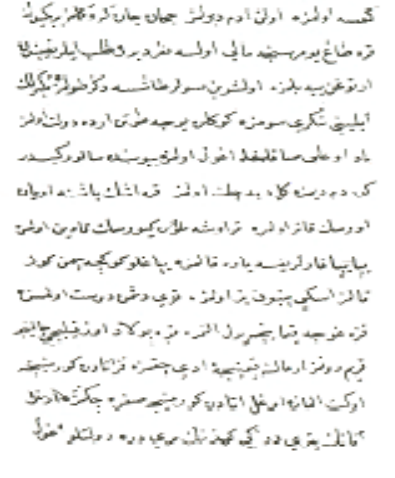
صورة لجزء من نُسخة مكتبة الفاتيكان مكتوبة بخط اليد.

أسر صالور قازان واخراج ابنه أوروز له هي أسطورة من أساطير الأتراك وتمثل إحدى حكايات كتاب داده قورقوت. كتاب دده قورقوت هو عبارة عن مجموعة من حكايات الأوغوز الأسطورية. وقد ظهر القسم الكبير من هذا الكتاب الذي يحتوي على اثني عشر أسطورة أول مرة بين القرنين العاشر والحادي عشر في وطن الأوغوز القديم على أطراف نهر سيحون، وقد وصل الأوغوز إلى الشرق الأدنى باستيلائهم على شمال إيران وجنوب القوقاز والأناضول في القرن الحادي عشر. أما حكاية بامصي بايراك والمعروفة أيضا باسم ألبامش فتؤرخ بالقرن الخامس والسادس.

## موضوعها
أعطى الحاكم، الطرابزوني، كازان خان صقراً، فخرج إلي الصيد مع هذا الصقر، وأثناء الصيد، وبينما كانوا يذهبون لصيد أوزة، كان الصقر يتجه ناحية كنيسة تومان، فتعقب كازان خان، أيضا، الصقر فتجاوز التلال والجبال وفي النهاية غلبه النعاس.
وقد رأى في المستقبل قلعة وهو يقترح على الزعماء بأن يناموا بجانبها، فأخبر الجواسيس الأعداء بنوم كازان خان والزعماء الذين معه فهاجموا القلعة فوراً، واستشهد خمسٌ وعشرون من الشجعان، وأسروا كازان خان ونقلوه إلي بئر في كنيسة تومان.
وفي يوم من الأيام قلقت زوجة الحاكم على زوجها كازان خان، وذهبت إلي البئر لتسأل كيف يعيش، فقال كازان خان: أنه يأكل الطعام بين الأموات، وبناءاً على ذلك وجدت المرأة وسيلة لإخراجه من هناك وحبسه في حظيرة خنزير. ومرت سنوات طويلة بعد ذلك، وكَبر ابن كازان خان وأصبح شاباً، ولكن لم يكن عنده علم بأسر والده، وعندما علم بالحقيقة غضب كثيراً على والدته وخرج لإنقاذ والده، وقتل أوروز والزعماء الذين ساعدوه الكثير من الأعداء، وبناءاً على ذلك عمل الحاكم خطة لجعل أوروز يحارب معه ضد والده، وبدأ قازان خان الحرب مع ابنه دون أن يعلموا بذلك الوضع، لكن كازان خان تفاجأ بأن الشخص الذي أمامه والده فتعانقوا وأزالوا اشتياقهم، وبعد ذلك هزموا معاً أعدائهم وبعد ذلك أقاموا الاحتفالات لمدة سبعة أيام وسبع ليالٍ.